# 多蘿西亞·索菲 (普法爾茨-諾伊堡)
多蘿西亞·索菲（德語：Dorothea Sophie，1670年7月5日—1748年9月15日），帕爾馬公爵夫人，普法爾茨選侯菲利普·威廉的女兒。

## 家庭
1690年，多蘿西亞·索菲與奧多阿爾多·法爾內塞結婚，兩人共有1子1女：
1. 亞歷桑德羅（1691年—1693年），夭折
2. 埃麗莎貝塔（1692年—1766年），日後的西班牙王后

奧多阿爾多於1693年去世。1696年，多蘿西亞·索菲與他同父異母的弟弟、帕爾馬公爵法蘭西斯科·法爾內塞結婚，兩人沒有子女。